# Kyrksundet, Kimitoön

Kyrksundet är ett numera trångt och uppgrundat sund mellan Rosala- och Hitislanden i Dragsfjärd. 
Vid Kyrksundet ligger ruinerna efter ett kapell från tidigt 1300-tal med tillhörande kyrkogård, där arkeologiska undersökningar gjordes 1938–1939 och 1993–1996. Fynden omfattar bland annat ett femtiotal mynt, i huvudsak från 1400- och 1500-talet. Kapellet övergavs 1637, då den nuvarande sockenkyrkan i byn Hitis timrades. I omedelbar närhet av kapellruinerna, som ligger på sundets norra strand, påträffades 1990 en samling vikingatida metallföremål. 
Vid de påföljande undersökningarna, som genomfördes 1992–1996, konstaterades spår av mänsklig aktivitet på en sträcka av drygt 500 meter. Fyndmaterialet är ovanligt rikligt och omfattar metallföremål från vikingatid och korstågstid, bland dem islamiska, tyska och anglosaxiska mynt, vikter, bronstackor, prydnadsföremål, bältessöljor, nycklar och vapen. Lämningar av hus har inte påträffats, men däremot rester av en verkstad med fynd av bronsbitar och -barrar för gjutning, råglas, trasiga mosaik- och glaspärlor, rikligt med flinta, bärnsten, talrika brynstenar och små silverbitar, oftast sönderklippta mynt. Bronsteknologi har därför utgjort ett viktigt inslag i de aktiviteter som utövats vid Kyrksundet. På områdets högsta punkt finns en samling flyttblock, bland vilka påträffades några utsökta föremål som gömts mellan stenarna. Detta antyder, att där också kan ha funnits en offer- eller kultplats – på finska hiisi – vilket kan tänkas ligga till grund för ortnamnet Hitis.
Kyrksundet har varit en viktig landnings- och handelsplats vid vikingarnas österled och kan identifieras som orten Örsund i det danska itinerariet. Det är sannolikt att bönderna från järnåldersbygderna i Bjärnå, Uskela och Halikko om sommaren drog nytta av tidens högkonjunktur och sökte sig till Kyrksundet för att bedriva handel med handelsmän, vikingar och andra äventyrare på väg österut. Kyrksundets betydelse som handelsplats torde ha upphört på 1200-talet, då en fast bygd redan etablerats i Hitisarkipelagen, men kapellet och platsens myntfynd visar att den utnyttjades ännu länge som hamn och anlöpsplats.